# Luis Gómez Albán
Luis Gómez Albán, es un escultor de Ecuador, nacido en Guayaquil el 1 de julio de 1933. Fallecido en la misma ciudad el 17 de septiembre de 2020.

## Vida y obras
Luis Gómez Albán  Con apenas 11 años fue aceptado como alumno oyente en la Escuela de Bellas Artes de Guayaquil, donde compartió clases con Enrique Tábara, Theo Constante, Luis Miranda. ejercicio como docente en el colegio Vicente Rocafuerte. Fue el autor de numerosas esculturas monumentales, entre ellas:

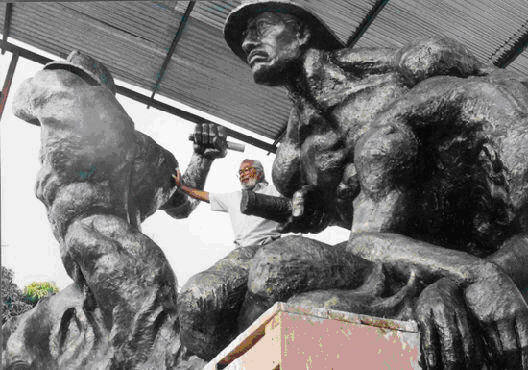
Tributo al bombero
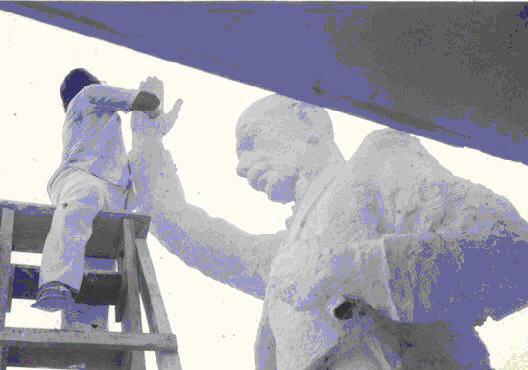
Monumento a Velasco Ibarra
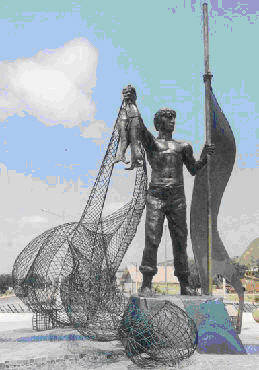

(pinchar sobre la imagen para agrandar) 

## Reconocimientos
Ganó el Salón de julio de 1966 de la Municipalidad de Guayaquil (primer premio escultura)
En julio del 2002 la Agrupación Cultural Las Peñas le entregó el Cincel de Oro